# Георг фон Хоенлое
Георг фон Хоенлое (на немски: Georg von Hohenlohe; * ок. 1350; † 3 август 1423, Гран) от фамилията на графете на Хоенлое-Вайкерсхайм, е княжески епископ на Пасау (1390 – 1423) и от 1418 до 1423 г. аминистратор на архиепископство Гран (в Унгария).

## Биография
Той е седмият син на граф Крафт III фон Хоенлое-Вайкерсхайм († 1371) и съпругата му ландграфиня Анна фон Лойхтенберг († 1390), дъщеря на ландграф Улрих I фон Лойхтенберг († 1334) и Анна фон Хоенцолерн-Нюрнберг († 1340). По-големият му брат Готфрид III († 1413) става през 1400 г. монах в Пасау.
Херцог Албрехт III от Австрия успява да го направи чрез папа Урбан VI епископ на Пасау. От 1421 г. той е канцлер на Сигизмунд Люксембургски.